# Liophis steinbachi
Liophis steinbachi là một loài rắn trong họ Rắn nước. Loài này được Boulenger mô tả khoa học đầu tiên năm 1905.